# Germania Ovest ai X Giochi olimpici invernali
La Germania Ovest partecipò ai X Giochi olimpici invernali, svoltisi a Grenoble, Francia, dal 6 al 18 febbraio 1968, con una delegazione di 87 atleti impegnati in dieci discipline.

## Medagliere

### Per discipline
| Sport                   | Oro | Argento | Bronzo | Totale |
| ----------------------- | --- | ------- | ------ | ------ |
| Combinata nordica       | 1   | 0       | 0      | 1      |
| Pattinaggio di velocità | 1   | 0       | 0      | 1      |
| Slittino                | 0   | 1       | 2      | 3      |
| Bob                     | 0   | 1       | 0      | 1      |
| Pattinaggio di figura   | 0   | 0       | 1      | 1      |
| Totale                  | 2   | 2       | 3      | 7      |

### Medaglie
| Medaglia | Atleta                            | Sport                   | Evento                         |
| -------- | --------------------------------- | ----------------------- | ------------------------------ |
| Oro      | Franz Keller                      | Combinata nordica       | Maschile                       |
| Oro      | Erhard Keller                     | Pattinaggio di velocità | 500 m maschile                 |
| Argento  | Horst Floth Pepi Bader            | Bob                     | Bob a due maschile             |
| Argento  | Christa Schmuck                   | Slittino                | Singolo femminile              |
| Bronzo   | Margot Glockshuber Wolfgang Danne | Pattinaggio di figura   | Pattinaggio di figura a coppie |
| Bronzo   | Wolfgang Winkler Fritz Nachmann   | Slittino                | Doppio                         |
| Bronzo   | Angelika Dünhaupt                 | Slittino                | Singolo femminile              |